# Râul Mălăiești, Sălaș
Râul Mălăiești este un curs de apă, afluent al râului Sălaș. 

## Hărți
- Harta județului Hunedoara
- Harta Munților Retezat  Arhivat în 10 iulie 2012, la Wayback Machine.